# Szangamagrámi Mádhava
Szangamagrámi Mádhava (संगमग्राम के माधव , 1350–1425 körül, születési helye: Szangamagráma) indiai matematikus. A Keralai csillagászati–matematikai iskola alapítója.
A 14. században élt Szangamagrámi Mádhava jelentős felfedezéseket tett a matematikai analízis témakörében. Legismertebb eredménye a Mádhava–Gregory-sor a  {\displaystyle \pi /4} értékének meghatározására, továbbá a Mádhava–Newton-sor a szinusz és koszinusz értékek közelítésére. Munkái eredeti formájukban versekben íródtak, ezekből kevés maradt fenn. (Kényelmi szempontból a fogalmakat és jelöléseket a modern trigonometriai jelölésekkel írjuk le, a soroknál megadjuk a mai ismert nevüket).
Létrehozta a trigonometrikus és inverz trigonometrikus függvények végtelen sorokkal való kifejezését (mai megnevezéssel ezek Taylor-sorok). Felfedezte a binomiális tételt és előállította a {\displaystyle \pi } (pí) értékének meghatározására alkalmas Mádhava–Gregory-sort (más néven Leibniz-sor). Mindezeken felül meghatározta a közelítések számszerű eltérését az elméleti, pontos értékektől, ami a végtelen sor helyett véges számú összetevő használatából adódik.
A Mádhava által megadott módszerek gyakorlatilag megegyeznek azokkal a későbbi módszerekkel, amiket a matematikai analízisben Gottfried Wilhelm Leibniz, Sir Isaac Newton és Brook Taylor írt le Európában, mintegy 300 évvel Mádhava után.

## Az arkusz tangens kiszámítása, a Mádhava–Gregory-sor
Mádhava az arkusz tangens kiszámítására az alábbi végtelen sort írja le:
{\displaystyle \arctan x=x-{\frac {x^{3}}{3}}+{\frac {x^{5}}{5}}-{\frac {x^{7}}{7}}+...}
Ha {\displaystyle x=1}, a Leibniz-sor néven ismert végtelen sorozatot kapjuk, ami a {\displaystyle \pi } értékének egyik közelítését adja meg.

## A pi értékének meghatározásai

### Két konkrét szám hányadosaként
Egy versben megadja két szám hányadosaként a pí értékét, ami 11 tizedesjegyre pontos:
2 827 433 388 233 / 900 000 000 000 = 3,14159265359

### A kör kerülete
A pí értékét levezeti a kör kerülete hosszának meghatározásából is, amit geometriailag egy sokszöggel közelít.
Ismerteti a végtelen sorral való közelítés módszerét, amit Mádhava–Leibniz-módszerként ismerünk. Ebben a végtelen sor helyett a gyakorlatban használt véges számú tag után egy korrekciós tényezőt is megad, amivel a képlet a pontos érték felé jobban közelít.
{\displaystyle C\approx {\frac {4D}{1}}-{\frac {4D}{3}}+{\frac {4D}{5}}...+(-1)^{n-1}{\frac {4D}{2n-1}}+(-1)^{n}{\frac {4Dn}{(2n)^{2}-1}}}
ahol 
{\displaystyle C:} a kör kerülete
{\displaystyle D:} a kör átmérője
{\displaystyle n:} a számításba vett tagok száma
{\displaystyle (-1)^{n}{\frac {4Dn}{(2n)^{2}-1}}:} a korrekciós tényező
Mádhava megjegyzi, hogy „ha az osztást sokszor végezzük el, az eredmény nagyon pontos lesz”. Az eltérés a pontos értéktől három tag esetén = 0,5%, négy tagnál = 0,2%, öt tagnál = 0,12%, tíznél  = 0,01%.

### Egyéb
A pi értékének kiszámítására az alábbi képletet is alkalmazza:
{\displaystyle \pi ={\sqrt {12}}\left(1-{\frac {1}{3\cdot 3}}+{\frac {1}{5\cdot 3^{2}}}-{\frac {1}{7\cdot 3^{3}}}...\right)}

## A szinusz kiszámítása, a Mádhava–Newton-sor
{\displaystyle Sin\phi =\phi -\left({\frac {\phi ^{3}}{R^{2}\cdot 3!}}-\left({\frac {\phi ^{5}}{R^{4}\cdot 5!}}-\left({\frac {\phi ^{7}}{R^{6}\cdot 7!}}-...\right)\right)\right)}
ahol 
{\displaystyle \phi :} a kiszámítandó szög percben megadva

## További matematikai kutatások
A fentiek csupán illusztrációi annak, amikkel Mádhava és követői foglalkoztak. A Keralai iskola keretében készült egyes írásokból világosan látszik, hogy a korábbi munkákat gondosan elemezték, illetve azokhoz kritikus megjegyzéseket fűztek. Vagyis a korábbi kutatások eredményeit nem szolgai másolással adták tovább, hanem meg is vizsgálták azok tartalmát és helyességét.
Mádhava követői a „Keralai iskolában” halála után a 16. századig bővítették tovább műveit.
Mádhava egyik tanítványa, Paramesvara különösen kitűnt abban, hogy újabb változatait dolgozta ki a végtelen sorok közelítési módszereinek és újabbakat talált ki. Paramesvara érdeklődött az iterációs algoritmusok konvergálási feltételeinek vizsgálata iránt. Főleg azokat vizsgálta, ahol a konvergálás lassan ment végbe, és ezeken próbált javítani. Módszere gyakorlatias volt, nem indokolta meg az eredményeit (abban a korszakban ez volt a szokás).

## Kulturális hatás

Kereskedelmi útvonal Délnyugat-India és a Római Birodalom között

Figyelembe véve az Arab-tenger partja mentén fekvő malabari partvidék akkori nemzetközi, kereskedelmi jellegét és az ebből fakadó multikulturális, kozmopolita lakosságot, feltételezhető, hogy Mádhava és követőinek munkája eljutott az iszlám világba és azon keresztül a később kialakuló európai matematikai szemléletre is hatással lehetett. Feltételezések szerint a 16. század második felében, jezsuita misszionáriusok Koccsi tengeri kikötőváros körzetében is a tengeri navigáció egyes problémáit megoldó trigonometriai és naptári módszereket kerestek. Rábukkanhattak a Keralai iskola által kidolgozott, szinusz-értéket közelítő számítások módszerére, amik leírásait magukkal vihették Európába.
Nincs bizonyíték arra, hogy ezeknek a matematikai munkáknak a 16. vagy 17. században létezett volna latin nyelvű fordítása, vagy akár összefoglalója Európában, és az infinitezimális számítások kidolgozói sem említik, hogy indiai munkákra támaszkodtak volna. Ugyanakkor a matematikatörténetben széles körben elfogadott nézet (konkrét írásos bizonyíték nélkül is), hogy az indiai matematika hatással volt a matematika európai alakulására az arab tudósok munkáin keresztül, és ez az elképzelés a matematikai módszerek koncepcióinak nagyfokú hasonlóságán alapul.

## Munkái
K.V. Sarma a következő műveket Mádhavának tulajdonítja:
1. Golavada
2. Madhyamanayanaprakara
3. Mahajyanayanaprakara
4. Lagnaprakarana (लग्नप्रकरण)
5. Venvaroha (वेण्वारोह)[12]
6. Sphutacandrapti (स्फुटचन्द्राप्ति)
7. Aganita-grahacara (अगणित-ग्रहचार)
8. Chandravakyas (चन्द्रवाक्यानि)